# Кучеровка (Лубенский район)
Кучеровка (укр. Кучерівка) — село,
Березовский сельский совет,
Лубенский район,
Полтавская область,
Украина.
Село ликвидировано в 1990 году.

## Географическое положение
Село Кучеровка находится на расстоянии в 0,5 км от села Кревелевка.
Рядом проходит автомобильная дорога М-03.

## История
- 1990 — село ликвидировано[1].